# 토마스관박쥐
토마스관박쥐(Rhinolophus thomasi)는 관박쥐과에 속하는 박쥐의 일종이다. 중국과 라오스, 미얀마, 태국, 베트남에서 발견된다.

## 특징
작은 박쥐로 몸통 길이가 48~50mm이고 전완장이 40~48mm, 꼬리 길이가 18~28mm이다. 발 길이는 8~10mm이고 귀 길이는 16~20mm이다. 등 쪽 털은 밝은 갈색이고 배 쪽은 좀더 밝은 색을 띤다. 귀는 작다. 잎코는 아주 짧고 넓은 피침형을 띤다.

## 생태
석회암 동굴 안 쪽에 은신한다. 먹이는 곤충이다.

## 분포 및 서식지
중국과 인도네시아에 널리 분포한다. 해발 400m와 1,100m 사이의 숲과 자연 파괴된 환경에서 서식한다.

## 아종
2종의 아종이 알려져 있다.
- R. t. thomasi - 중국 윈난성과 구이저우성, 광시 좡족 자치구 서부, 미얀마 동부, 태국, 라오스
- R. t. latifolius (Sanborn, 1939) - 베트남 북부와 중부